# Husk
Husk är en amerikansk skräckfilm från 2011 i regi av Brett Simmons. I rollerna syns Devon Graye, C. J. Thomason, Wes Chatham, Tammin Sursok och Ben Easter.

## Handling
Filmen följer fem vänner på en weekendsemester under vilken de blir strandade i en avskild jordbruksmark efter att deras stadsjeep blivit attackerad av kråkor. Vännerna upptäcker snabbt att majsfälten är bebodda av återuppstådda, grymma, mänskliga fågelskrämmor som skapar sina avkommor genom att döda alla de får tag i och tvingar sina odöda offer att ansluta sig till deras led.

## Rollista
- Devon Graye som Scott
- C. J. Thomason som Chris
- Wes Chatham som Brian
- Tammin Sursok som Natalie
- Ben Easter som Johnny
- Josh Skipworth som Corey Comstock
- Nick Toussaint som Alex Comstock
- Michael Cornelison som Farmer Comstock
- Candice Rose som Farmer Comstock's Wife
- Aaron Harpold som Local Farmer